# Mohammed Benzakour
Mohammed Benzakour (10 januari 1972, Nador) is een socioloog, schrijver, columnist, imker, visser en dichter van Marokkaans-Berberse komaf.

## Levensloop
Hij werd geboren als vierde kind in het noordoostelijke Rifgedeelte van Marokko. Op driejarige leeftijd vertrok hij met zijn moeder en zijn broers naar Nederland, waar zijn vader gastarbeider was. Hij groeide op in Zwijndrecht en werd daar later, tijdens zijn studie, lid van de gemeenteraad . Hij studeerde sociologie en bestuurskunde, en ging na zijn afstuderen aan de slag bij twee ministeries in Den Haag. Maar zijn loopbaan als ambtenaar was van korte duur omdat Benzakour liever wilde schrijven. Naar eigen zeggen bracht hij een groot deel van zijn ambtelijke carrière door 'op het toilet met de boeken van Gerard Reve, Søren Kierkegaard en Jean-Jacques Rousseau'.
Na een korte periode in dienst van onder andere de fractie van de PvdA in de Tweede Kamer brak hij in februari 1998 door als publicist met het artikel 'Een maaltijd met spruitjes prak je ook niet' in het NRC Handelsblad, gericht tegen het multiculturele kunstbeleid van toenmalig staatssecretaris van Cultuur Rick van der Ploeg. Dat artikel maakte zoveel tongen los dat hij een paar maanden later het vervolgartikel 'Groepsidentiteit mag in de kunst niet bepalend zijn' publiceerde. Kort erna haalde hij de landelijk pers en tv, waaronder het SBS6-programma Hart van Nederland, met zijn pleidooi voor naamswijziging van de Zwijndrechtse straat 'Turk' (terug te lezen in zijn bundel Osama's Grot). De radiodiscussie bij Spijkers met koppen met de Zwijndrechtse burgemeester Antoin Scholten leidde tot een gedeeltelijke naamswijziging van het straatnaambordje.
Benzakour is afstammeling van de Berbers, de oorspronkelijke bewoners van Marokko, die echter sinds de invasie van de Arabieren in de 7e eeuw een onderdrukte minderheid vormen in zowel economisch als politiek opzicht. Over zijn gecompliceerde verhouding tot zijn afkomst en moederland heeft Benzakour veel geschreven, waaronder de column 'De Berber' (Passionate, 2006), het reisverhaal 'Niet klagen over kakkerlakken' (NRC Handelsblad, Zaterdags Bijvoegsel, mei 2007) en het essay 'Knulletjes uit Gouda missen zingeving' (NRC Handelsblad en NRC Next) n.a.v. de commotie als gevolg van Marokkaanse raddraaiers uit de Goudse Oosterwei.
Met zijn boek "Abou Jahjah, nieuwlichter of oplichter?" bracht hij in kaart hoe in Nederland en België de politiek, de journalistiek, de opiniemakers en politie, justitie en inlichtingendiensten waren omgesprongen met Dyab Abou Jahjah en diens Arabisch-Europese Liga (AEL}. Zijn conclusie was dat Abou Jahjah geen oplichter was maar een vernieuwende rebel die gedemoniseerd werd door de slecht ingelichte en bevooroordeelde politiek en media. Bij de presentatie van dit boek werd het eerste exemplaar in ontvangst genomen door Hugo Brandt Corstius. Op 20 oktober 2008 werd Abou Jahjah in hoger beroep vrijgesproken van alle smaad en belastende beschuldigingen, zoals banden met Hezbollah, antisemitisme en het aanzetten tot geweld tijdens de rellen in het Belgische Borgerhout, zes jaar eerder.
Na zijn toneelstuk ‘JAHJAH’ in 2004 voor het Amsterdamse Cosmic Theater schreef Benzakour in 2007 het script voor de jeugdtheatervoorstelling Wraakzusters.
Benzakour is spreker en panellid, houdt voordrachten/lezingen in België en Nederland en schrijft voor onder andere NRC Handelsblad, de Volkskrant, De Groene Amsterdammer en literaire tijdschriften zoals Hollands Maandblad en De Gids. Zo hield hij onder meer in november 2008 in De Unie (debatzaal Rotterdam) een voordracht over de bekende 'diamantschedel' van de kunstenaar Damien Hirst. Benzakour is vaste columnist voor o.a. het opinieblad VolZin en de website Nieuw Wij. Ook heeft hij sinds begin 2009 de vaste rubriek "Tour de Benzakour" bij het radioprogramma OBA Live.
Sinds mei 2022 presenteert hij het maandelijkse radioprogramma 'Bonjour met Benzakour' bij ATOS RTV. Een uur-lang een human interest gesprek met een bekende of minder bekende Nederlander over zijn/haar obsessie/gekte/kunde/liefhebberij. 
In december 2016 publiceerde Benzakour in NRC Handelsblad een essay over de in zijn visie verwoestende effecten van vislood op de gezondheid van mens en dier. Dat leidde tot veel commotie, waarna ook Kamervragen werden gesteld aan toenmalig staatssecretaris Sharon Dijksma. Twee jaar later, mei 2018, nam minister Schouten van Landbouw, Natuur en Voedselkwaliteit het besluit dat per 2021 30 procent minder lood in omloop moest zijn.
Na een langslepende rechtszaak van 6 jaar bereikte Benzakour in december 2024 een definitieve doorbraak in het huurrecht. Een ingrijpende renovatie in 2019 van woningcorporatie Trivire zorgde in zijn woningcomplex voor zoveel drama's en overlast dat de bewoners nauwelijks meer konden wonen of thuiswerken, onder hen Benzakour. Met een actiecomité, een petitie en handtekeningenactie zorgde hij ervoor dat alle bewoners een financiële compensatie kregen van 650 euro. Vervolgens stapte hij als thuiswerker naar de rechter voor een verhuiskostenvergoeding, hetgeen hem werd toegekend door de Kantonrechter. Hierop ging Trivire in hoger beroep, met succes. Benzakour liet het hier niet bij zitten en ging in cassatie, ook met succes: de Hoge Raad gaf hem gelijk, waarna hij ook bij het Amsterdamse Hof een tweede overwinning behaalde.
Nieuwe jurisprudentie met precedentwerking is nu landelijk een feit: thuiswerkende ZZP’ers (schrijvers, journalisten, musici, kunstenaars, etc.) die te maken krijgen met een ingrijpende renovatie hebben recht op óf een passende alternatieve werkplek óf een verhuiskostenvergoeding ad 7428 euro.
Deze nieuwe jurisprudentie (in de wandelgangen het 'Benzakour Arrest' geheten) is extra considerabel omdat komende jaren tal van duurzaamheids-renovaties op stapel liggen én omdat sinds Corona steeds meer mensen zijn gaan thuiswerken. Een persoonlijk verslag van deze renovatie en rechtsgang is o.a. te lezen in zijn boek 'De reus uit de Rif'. 
Ook is Benzakour met andere bekende Nederlanders (waaronder Martin Gaus, Jan Wolkers, Kees van Kooten, Harry Mulisch, Maarten 't Hart, Rudy Kousbroek) lijstduwer geweest bij de Partij voor de Dieren. Tevens was hij de eerste Marokkaans-Nederlandse columnist voor een landelijke krant, de Volkskrant. Aanvankelijk schreef hij voor de bijlage Reflex, later voor de mediabijlage Stroom, wekelijks afwisselend met schrijver Joost Zwagerman, en tot slot op de opiniepagina Forum waar hij de plek innam van Maarten van Rossem. Deze laatste column raakte hij in 2003 kwijt omdat hij zonder bronvermelding enkele regels overnam uit De Groene Amsterdammer. Als verklaring gaf hij dat vanwege privé-omstandigheden en deadline-tijdsdruk de bron van het citaat was weggevallen.
Sinds 2016 is Benzakour verbonden aan het Literatuurmuseum waarvoor hij columns en beschouwingen schrijft en sinds 2019 verzorgt hij de rubriek 'Dagboek van een visser' op de Achterpagina van het NRC Handelsblad, waarin hij wekelijks verslag doet van zijn avonturen aan de waterkant.

## Prijzen
Benzakour won verscheidene prijzen. Na de El Hizjra-Literatuurprijs 1995, voor poëzie, en de Amsterdamse Mediaprijs in 1999 (jury-voorzitter Martin van Amerongen) kreeg hij de Zilveren Zebra in 2001 (jury-voorzitter Aad van den Heuvel).
In juni 2005 werd hem door het Humanistisch Vredesberaad de Vredesprijs voor Journalistiek 2005 toegekend. Hij ontving de prijs uit handen van Anja Meulenbelt, Journalist voor de Vrede van 2004. De jury, bestaande uit kaderleden van het Humanistisch Vredesberaad en vorige prijswinnaars, schreef in het juryrapport onder meer: "Door zijn kenmerkende humor en vrolijkheid, zijn uitdagende mooie schrijfstijl heeft Benzakour zich geplaatst bij de getalenteerde Nederlandstalige publicisten. Zijn werk bevat een veelheid aan spelen met woorden en gedurfde onderwerpen."
Eind 2009 werd Benzakours bundel Stinkende Heelmeesters genomineerd voor de E. du Perronprijs. Het jury-rapport meldde dat Benzakour 'haarscherp analyseert, briljant formuleert en de lezer steeds weet te grijpen met verrassende invalshoeken en dwingt tot heroverwegingen. [...] een sterk literair geïnspireerde polemist die rechtstreeks uit de Forumtraditie van Du Perron en Ter Braak lijkt te zijn voortgekomen."
In maart 2014 won Benzakour de E. du Perronprijs 2013 met zijn roman Yemma. De jury schreef: 'Zijn observaties en de gevoelens die bij hem opkomen, zijn tegelijk maatschappelijk en algemeen én persoonlijk en intiem. Hij maakt van zijn documentaire een literaire prestatie van de eerste orde'. Dit boek is in 2021 bewerkt tot een theatervoorstelling en naderhand ook uitgezonden op de televisie bij de NPO.
In september 2016 won hij de ANV Debutantenprijs 2016 voor zijn roman "De Koning Komt"; volgens de jury "Een komisch en wonderlijk debuut dat zowel satire als sprookje, reisverslag als natuurdocumentaire, farce als filosofische dissertatie is."
In 2024 werd zijn boek 'De reus uit de Rif', over zijn vader, genomineerd en bekroond met het 'Beste non-fictie boek 2024', door Humberto Tan, NPO Radio 1.

## Publicaties
Een selectie boeken:
- Abou Jahjah, nieuwlichter of oplichter? De demonisering van een politiek rebel, 2004, L.J. Veen - Amsterdam/Antwerpen, ISBN 9020403141
- Osama's grot - Allah, Holland & ik, 2005, L.J. Veen - Amsterdam/Antwerpen, ISBN 9020403206.
- Stinkende Heelmeesters - Confrontaties en bespiegelingen,[33] 2008, De Geus - Breda/Antwerpen, ISBN 9789044512939.
- Fusie, 2010, Uitgeverij MatchBoox, ISBN 9789490356057
- Yemma, 2013, non-fictie, De Geus, ISBN 9789044534221
- De Koning Komt, roman, 2015, De Geus, ISBN 9789044531404
- Tien op een Ezel, Berbers Spreekwoordenboek, met illustraties van Fleur van der Weel 2018, uitgeverij Anthos, ISBN 9789026339776
- De Ogen van Fadil, Verhalenbundel, 2020, uitgeverij Anthos, ISBN 9789026350191
- De reus uit de Rif, herinneringen aan mijn vader, uitgeverij Ambo-Anthos, ISBN 9789026367441